# Jari Lipponen
Jari Matti Lipponen (Kemi, 17 ottobre 1972) è un ex arciere finlandese.

## Palmarès

### Olimpiadi
- 1 medaglia:
  - 1 argento (Barcellona 1992 a squadre)